# Władysław Słowiński
Pour les articles homonymes, voir Słowiński.
Władysław Słowiński, né le 14 mai 1930 à Sadlno et mort le 5 septembre 2024 à Varsovie, est un compositeur et chef d'orchestre polonais.